# 美国驻迪化领事馆
美国駐迪化領事舘，是美國曾經在中華民國新疆省設立的領事舘。

## 歷史
1942年12月，中華民國政府同意美國在迪化開設領事舘。1943年4月19日，美國駐華大使舘祕書柯樂博至新疆出任每股駐迪化領事舘首任領事。領事舘位於迪化市羊頭湖頭道巷5號（今烏魯木齊市勝利路和平巷1號）。

## 歷任領事
| 姓名   | 英文名 | 就任          | 離任       | 職務 |
| ------ | ------ | ------------- | ---------- | ---- |
| 柯樂博 |        | 1943年4月19日 | 1943年12月 | 領事 |
| 司彌福 |        | 1943年10日    | 1944年     | 領事 |
| 華瑞德 |        | 1944年11月    | 1946年11月 | 領事 |
| 包懋勳 |        | 1946年11月    | 1949年8月  | 領事 |